# James Ford (Politiker)
James Ford (* 4. Mai 1783 in Perth Amboy, New Jersey; † 18. August 1859 in Lawrenceville, Pennsylvania) war ein US-amerikanischer Politiker. Zwischen 1829 und 1833 vertrat er den Bundesstaat Pennsylvania im US-Repräsentantenhaus.

## Leben
James Ford besuchte die öffentlichen Schulen seiner Heimat. Im Jahr 1797 zog er nach New York City und 1803 nach Lindsley Town (New York). Später ließ er sich im Tioga County in Pennsylvania nieder. In den 1820er Jahren schloss er sich der Bewegung um den späteren US-Präsidenten Andrew Jackson an und wurde Mitglied der von diesem 1828 gegründeten Demokratischen Partei. In den Jahren 1824 und 1825 saß er als Abgeordneter im Repräsentantenhaus von Pennsylvania.
Bei den Kongresswahlen des Jahres 1828 wurde Ford im neunten Wahlbezirk von Pennsylvania in das US-Repräsentantenhaus in Washington, D.C. gewählt, wo er am 4. März 1829 die Nachfolge von Espy Van Horne antrat. Nach einer Wiederwahl konnte er bis zum 3. März 1833 zwei Legislaturperioden im Kongress absolvieren. Seit dem Amtsantritt von Präsident Jackson im Jahr 1829 wurde innerhalb und außerhalb des Kongresses heftig über dessen Politik diskutiert. Dabei ging es um die umstrittene Durchsetzung des Indian Removal Act, den Konflikt mit dem Staat South Carolina, der in der Nullifikationskrise gipfelte, und die Bankenpolitik des Präsidenten.
Nach dem Ende seiner Zeit im US-Repräsentantenhaus betrieb James Ford eine Sägemühle und eine Getreidemühle in Lawrenceville. Dort ist er am 18. August 1859 auch verstorben.